# هاياتو أوكي
هاياتو أوكي (باليابانية: 青木勇人؛ بالكانا: あおき はやと) هو لاعب كرة قاعدة ياباني، ولد في 6 مايو 1977 في إيدوغاوا في اليابان.

## وصلات خارجية
- هاياتو أوكي على موقع الدوري الياباني لكرة القاعدة (الإنجليزية)
- هاياتو أوكي على موقعبيزبول رفرنس.كوم (الدوري الثانوي) (الإنجليزية)